# Tardets (Pyrénées-Atlantiques)
Pour les articles homonymes, voir Tardets.
Tardets est une ancienne commune française du département des Pyrénées-Atlantiques. Le 17 avril 1859, la commune fusionne avec Sorholus pour former la nouvelle commune de Tardets-Sorholus.

## Géographie

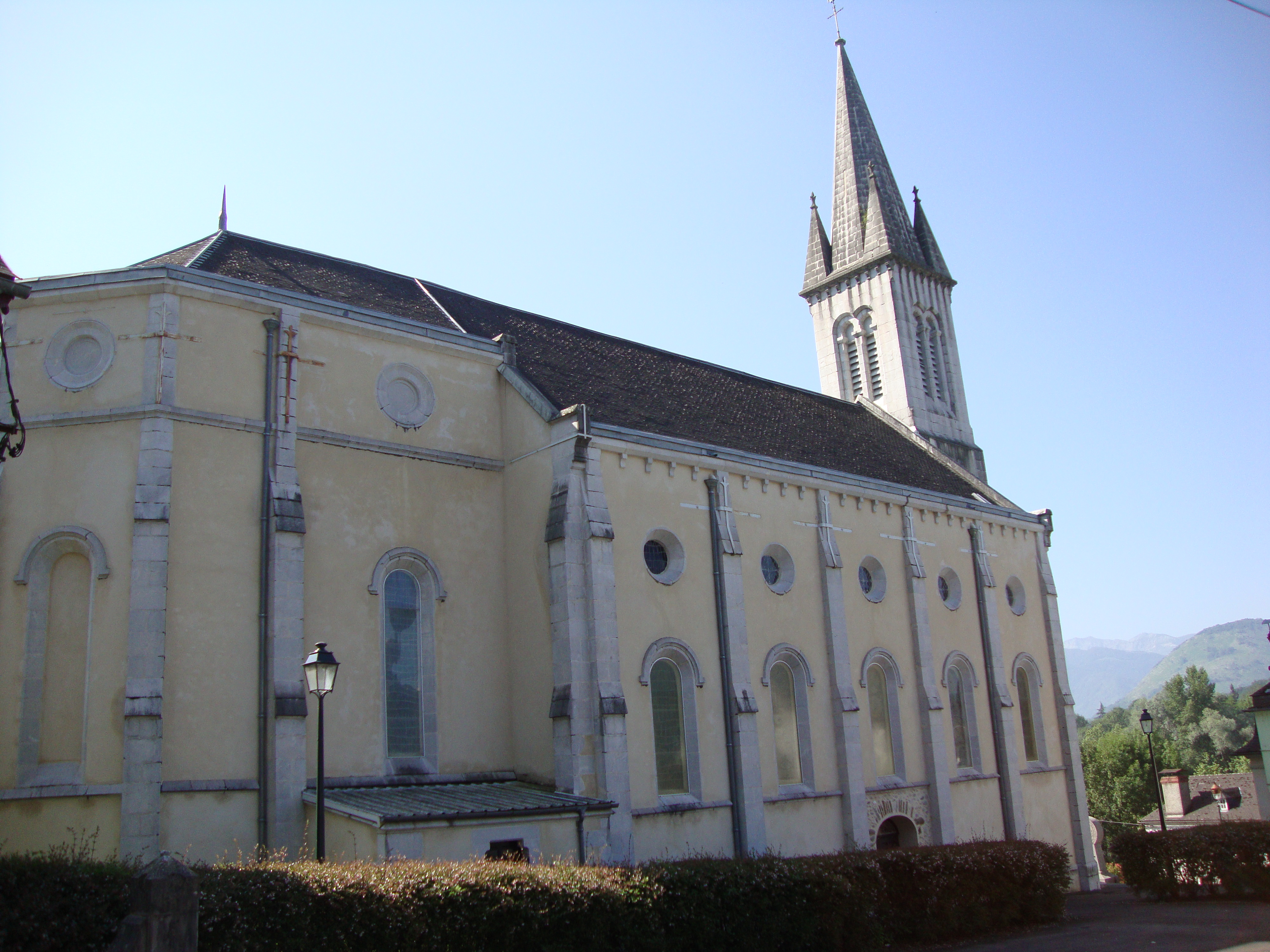
L'église Saint-Pierre

Tardets fait partie de la Soule.

## Toponymie
Son nom basque est Atharratze.
Le toponyme Tardets apparaît sous les formes 
Tardedz (1249, notaires d'Oloron), 
Tardetz (XIIIe siècle, collection Duchesne volume CXIV), 
Tarzedz (1310, cartulaire de Bayonne), 
Tardix (1692, règlement de la cour de Licharre).

## Histoire
En 1790, le canton de Tardets ne comprenait que 10 communes, à savoir Haux, Laguinge-Restoue, Larrau, Licq-Athérey, Montory, Sainte-Engrâce, Sauguis, Sorholus, Tardets et Trois-Villes.

## Démographie
| 1793 | 1800 | 1806 | 1821 | 1831 | 1836 | 1841 | 1846 | 1851 |
| ---- | ---- | ---- | ---- | ---- | ---- | ---- | ---- | ---- |
| 413  | 329  | 451  | 491  | 505  | 526  | 503  | 592  | 506  |

## Culture et patrimoine

### Patrimoine religieux
L'église Saint-Pierre date de la fin du XIXe siècle.

## Pour approfondir